# Majdan Wielki (gromada)
Majdan Wielki – dawna gromada, czyli najmniejsza jednostka podziału terytorialnego Polskiej Rzeczypospolitej Ludowej w latach 1954–1972.
Gromady, z gromadzkimi radami narodowymi (GRN) jako organami władzy najniższego stopnia na wsi, funkcjonowały od reformy reorganizującej administrację wiejską przeprowadzonej jesienią 1954 do momentu ich zniesienia z dniem 1 stycznia 1973, tym samym wypierając organizację gminną w latach 1954–1972.
Gromadę Majdan Wielki z siedzibą GRN w Majdanie Wielkim utworzono – jako jedną z 8759 gromad na obszarze Polski – w powiecie tomaszowskim w woj. lubelskim na mocy uchwały nr 16 WRN w Lublinie z dnia 5 października 1954. W skład jednostki weszły obszary dotychczasowych gromad Majdan Wielki i Majdan Mały ze zniesionej gminy Tarnawatka w tymże powiecie. Dla gromady ustalono 18 członków gromadzkiej rady narodowej.
31 grudnia 1959 gromadę włączono do powiatu zamojskiego w tymże województwie, gdzie pobyła dokładnie jeden dzień.
1 stycznia 1960 gromadę zniesiono, włączając jej obszar do gromady Krasnobród w tymże (zamojskim) powiecie.